# Maiyama
Maiyama è una città della Repubblica Federale della Nigeria appartenente allo Stato di Kebbi. È capoluogo dell'omonima area a governo locale (local government area) che si estende su una superficie di 1.028 km² e conta una popolazione di 175.686 abitanti.